# Peter Olisemeka
Peter Olisemeka (ur. 9 grudnia 1991 w Lagos) – nigeryjski koszykarz, występujący na pozycjach silnego skrzydłowego lub środkowego, posiadający także włoskie obywatelstwo, obecnie zawodnik Zorg and Zekerheid Leiden.
21 sierpnia 2019 został zawodnikiem PGE Spójni Stargard. 4 lipca 2020 zawarł umowę z Polpharmą Starogard Gdański.
23 lipca 2021 dołączył do rumuńskiego SCM CSU Krajowa. 28 lutego 2022 podpisał kontrakt z Zorg and Zekerheid Leiden.

## Osiągnięcia
Stan na 1 marca 2022, na podstawie, o ile nie zaznaczono inaczej.
Drużynowe
- Mistrz:
  - ligi północno-cypryjskiej (2011, 2012)
  - Wielkiej Brytanii U–19 (2011)
  - Bath 2011 (2011)
  - LMBL (2011)
- Wicemistrz ligi północno-cypryjskiej (2013, 2015)
- Zdobywca pucharu ligi północno-cypryjskiej (2015, 2016)

Indywidualne
(* – nagrody przyznane przez portal eurobasket.com)
- MVP*:
  - ligi północno-cypryjskiej (2013)
  - kolejki bułgarskiej ligi NBL (5, 14, 22 – 2018/2019)
  - play-off ligi północno-cypryjskiej (2016)
- Obrońca roku ligi*:
  - północno-cypryjskiej (2013, 2015)
  - bułgarskiej (2019)
- Najlepszy środkowy ligi północno-cypryjskiej (2012, 2013, 2015)*
- Zaliczony do*:
  - I składu:
    - defensywnego ligi północno-cypryjskiej (2014)
    - ligi północno-cypryjskiej (2012, 2013, 2015)

  - II składu ligi:
    - bałkańskiej (2019)
    - północno-cypryjskiej (2014)

  - III składu ligi bułgarskiej (2019)
  - składu honorable mention ligi północno-cypryjskiej (2018)
- Uczestnik meczu gwiazd ligi północno-cypryjskiej (2014, 2015)
- Lider w zbiórkach ligi:
  - północno-cypryjskiej (2012, 2013, 2014, 2018)
  - bułgarskiej (2019)